# Tweede Petroleumhaven
De Tweede Petroleumhaven is een haven in Rotterdam-Pernis. De Tweede Petroleumhaven is gegraven tussen 1938 en 1941 en ontworpen voor de overslag van aardolie voor de raffinaderij van Koninklijke Olie (Shell).
De aanvoer van aardolie vindt tegenwoordig niet in de Tweede Petroleumhaven plaats, maar in Europoort en op de Maasvlakte. De aanvoer van ruwe olie naar Pernis gaat met pijpleidingen. In de Tweede Petroleumhaven vindt tegenwoordig scheepvaarttransport op kleinere schaal van olie en chemicaliën plaats.
Bij besluit van de burgemeester van Rotterdam van 10 februari 1942 kreeg de haven de naam Benzinehaven (zie ook Vliethaven). Bij zijn besluit van 21 april daarop volgend, dus nog geen twee maanden later, werd de naam veranderd in Tweede Petroleumhaven. Bij hetzelfde besluit kreeg de Petroleumhaven de naam Eerste Petroleumhaven.